# Корнован Дмитро Семенович
Дмитро Семенович Корнован (16 жовтня 1928, село Сахарна, тепер Резинського району, Молдова — ?) — молдавський радянський державний і комуністичний діяч, секретар ЦК КП Молдавії, постійний представник Ради міністрів Молдавської РСР при Раді міністрів СРСР. Депутат Верховної Ради Молдавської РСР 6—11-го скликань. Член ЦК Комуністичної партії Молдавії.

## Життєпис
Народився в селянській родині. Член ВКП(б) з 1951 року.
У 1952 році закінчив Кишинівський сільськогосподарський інститут імені Фрунзе.
У 1952—1953 роках — відповідальний організатор, завідувач відділу студентської молоді ЦК ЛКСМ Молдавії.
У 1953 році — 1-й секретар Кишинівського міського комітету ЛКСМ Молдавії.
У 1953—1957 роках — секретар ЦК ЛКСМ Молдавії.
У 1957—1959 роках — слухач Вищої партійної школи при ЦК КПРС у Москві.
У 1959—1961 роках — відповідальний організатор, заступник завідувача відділу ЦК КП Молдавії.
У 1961 році — 1-й секретар Бендерського районного комітету КП Молдавії.
29 вересня 1961 — 26 лютого 1971 року — секретар ЦК КП Молдавії з питань ідеології.
У лютому 1971 — 1989 року — постійний представник Ради міністрів Молдавської РСР при Раді міністрів СРСР. 
З 1989 року — на пенсії. Подальша доля невідома.

## Нагороди
- два ордени Трудового Червоного Прапора
- орден «Знак Пошани»
- медалі